# Rio Tapira
Le rio Tapira est un cours d'eau brésilien de l'État de la Paraíba. Il prend sa source sur le territoire de la municipalité de Santa Rita qu'il arrose exclusivement. Il se jette dans l'estuaire du rio Parnaíba do Norte (ou rio Paraíba).